# 퓨처마크
퓨처마크(Futuremark)는 핀란드의 소프트웨어 개발회사이며 가정 사용자들과 비즈니스를 위한 컴퓨터 벤치마크 응용 프로그램들을 생산하고 있다. 본사와 R&D 개발처는 핀란드의 에스포에 위치해 있다. 퓨처마크는 또한 이 회사의 게임 개발 부서인 퓨처마크 게임 스튜디오(Futuremark Games Studio)를 운영하고 있다.

## 역사
1997년에 세워진 퓨처마크는 세계에서 앞서가는 컴퓨터 벤치마크 응용 프로그램을 제작하는 회사이다. 이 소프트웨어는 250개의 컴퓨터 잡지 측에서 사용하고 있으며 게이밍 커뮤니티 안에서도 널리 알려져 있다.
이 회사의 이름이 머지 않아 "MadOnion.ocm"(매드어니언)으로 이름이 바뀌었다가 2002년 들어 "퓨처마크 코퍼레이션"으로 이름을 다시 설정하게 되었다.
퓨처마크의 응용 프로그램들은 오프라인 시장뿐 아니라 인터넷을 통해서도 배포한다.

## 제품
개인용 컴퓨터 벤치마크
- 3D마크
- PC마크

휴대용 컴퓨터 벤치마크
- 3D마크모바일
- VG마크
- 시뮬레이션마크
- SP마크

비디오 게임
- Shattered Horizon